# Uhlenhorster HC
Uhlenhorster HC is een Duitse hockey- en tennisclub uit Hamburg.
De club werd opgericht op 21 maart 1901 en is daarmee de oudste hockeyclub van Duitsland. Zowel de heren als de dames komen uit in de Bundesliga.

## Bekende (oud-)spelers

### Mannen
- Pilt Arnold
- Eike Duckwitz
- Moritz Fürste
- Nicolas Jacobi
- Oliver Korn
- Jan-Philipp Rabente
- Stefan Saliger

### Vrouwen
- Lisa Altenburg
- Yvonne Frank
- Kristina Hillmann
- Marie Mävers
- Katharina Otte